# Зеленият фенер (филм)
Зеленият фенер (на английски: Green Lantern) е американски фантастичен филм от 2011 г., режисиран от Мартин Кембъл.

## Сюжет
В необятната и мистериозна вселена, малка, но могъща сила е съществувала през вековете. Закрилници на мира и справедливостта, наречени Зелените Фенери. Братство от войни, заклели се да пазят междугалактическия ред. Всеки Зелен Фенер носи пръстен, който му дава суперсили. Когато нов враг на име Паралакс заплашва да наруши баланса във Вселената, съдбата на Земята и Фенерите попада е в ръцете на един новобранец, първия човек в редиците им – Харолд „Хал“ Джордан (Райън Рейнолдс).

## „Зеленият фенер“ В България
В България филмът е излъчен през 2015 г. по bTV Action. Дублажът е на студио Медиа Линк. Екипът се състои от:
| Озвучаващи артисти  | Йорданка Илова Виктор Танев Димитър Иванчев Владимир Колев Иван Танев |
| Преводач            | Моника Спасова                                                        |
| Тонрежисьор         | Емил Енев                                                             |
| Режисьор на дублажа | Мария Ангелова                                                        |